# 漆工
漆工（しっこう）は、ウルシの樹液から精製される漆（うるし）を器物の表面に塗り重ね、様々な加飾を施す、東洋独特の伝統的技法。漆工芸（うるしこうげい）ともいう。日本、中国、朝鮮半島で盛行し、東南アジアなどでも用いられた。器物に漆を塗る髹漆（きゅうしつ）が基本に挙げられる。これに加え、最近ではスクリーン印刷なども用いられる。

## 素地による分類
木胎（もくたい）木材。
乾漆（かんしつ）木や粘土などで原型を作り、麻布などを漆で固め、後で原型を取り去ったもの。
乾漆は脱活乾漆と木心乾漆に分かれる。原型を土で作ったものは脱活乾漆（脱乾漆）と呼ばれ、原型を木で作ったものは木心乾漆と呼ばれる。
籃胎（らんたい）竹を編んだもの。
漆皮（しっぴ）動物（牛や鹿等）の皮を叩き締めて整形したもの。
紙胎（したい）和紙、近代では新聞紙も使われた。
貼り抜きとも言う。和紙肌を見せている場合は一閑張りまたは、一閑塗りと呼ばれる場合もある。
金胎（きんたい）鉄の鋳物等。
著名な金胎漆器の例では、金胎蒔絵唐花文鉢（東京国立近代美術館蔵）などが存在する。
陶胎（とうたい）焼き物。
NHK・連続テレビ小説「まれ」において、陶胎漆器が登場するエピソードがある。
巻胎（けんたい）細く薄い木を巻いて使う。

## 加飾による分類
蒔絵（まきえ）漆で文様を描き、金粉などを降り掛け、文様部分に固着させる技法。
彫漆（ちょうしつ）厚く塗り重ねた漆に文様を彫る技法。表面の色の違いにより堆朱、（ついしゅ）堆黒（ついこく）がある。中国の漆工、紅花緑葉は応用した技法である。
蒟醤（きんま）塗り重ねた漆に文様を彫り、色漆を塗り込んでから研ぎ、平面的な文様を描き出す技法。東南アジアで盛んに用いられている。
沈金（ちんきん）漆を塗った器物の表面に文様を彫り、金箔や金粉を塗りこむ技法。中国の技法、戧金(そうきん)に同じ。
螺鈿（らでん）文様の形に切った夜光貝等の貝殻を貼り付け、さらに漆を塗り研ぎ出す技法。
平文（ひょうもん）金属（金、銀、錫等）の薄い板を文様の形に切って貼り付け、さらに漆を塗り平坦に研ぎ出す技法。金貝（かながい）ともいう。漆と金属の高低差があると平脱(へいだつ)となる。ただし近年は平文、平脱は同じ意味で取られている。
堆錦（ついきん）琉球漆器を代表する漆工。漆に多量の顔料を添加し堆錦餅を作り、それを加工し用いる。
スクリーン印刷シルクスクリーン、単にスクリーンともいう。孔版画の技法(版画#孔版画、参照)を応用した現代の技法。